# Вестманланд (провинция)
Вестманланд — историческая провинция в центральной Швеции. Граничит с провинциями Сёдерманланд, Нерке, Вермланд, Даларна и Уппланд.
Название провинции переводится как «земля западных людей», то есть людей, живущих к западу от Уппланда, одной из основных провинций ранней Швеции.

## Административное подчинение
Провинции не имеют ныне какого-либо административного значения, однако сохраняют культурную и историческую значимость. В административном плане восточная часть провинции Вестманланд входит в одноименный лен, а западная — в лен Эребру, небольшая часть провинции относится к лену Даларна.

## Геральдика
Провинция получила герб в 1560 году. В тот момент на нём была изображена одна огненная гора, символизировавшая серебряную шахту в Сале. Вскоре их стало три, что символизировало также шахты Линдесберга и Нурберга/Шиннскаттеберга. Современный вид герба был закреплён в 1943 году. Увенчанный герцогской короной, он означает провинцию. При этом с 1943 года тот же герб имеет значительно меньший по размеру лен Вестманланд.

## География
Местность на севере и северо-востоке провинции гориста. Здесь находятся самые высокие горы: Эльвхёйден (422 м) и Йиллерсклак (408 м).
Остальная территория провинции в основном равнинная.
Крупнейшее озеро провинции — Меларен, третье по величине в Швеции, находится на южной границе.
На северо-западе провинции расположена небольшая часть национального парка Фернебуфьерден.
Западную часть Вестманланда традиционно относят к горнодобывающему региону Бергслаген.

## История
Старейший город Вестманланда Вестерос основан около 990 года. Некоторое время он был столицей провинции, а с 1120 года — центром Вестеросского диоцеза. В настоящее время Весторос остаётся крупнейшим городом провинции с населением более 130 000 жителей.
В XII веке был основан город Арбуга, в 1474 году — Чёпинг, в 1624 — Сала, в 1643 — Линдесберг и Нура. Последним статус города в 1944 году получила Фагерста. C 1971 года статус города имеет только историческое значение.
Шахты Нурберга и Шкиннскаттеберга разрабатываются с XIV века, шахта Линдесберга — с начала XVI века.

### Герцоги Вестманланда
С 1772 года шведские принцы получают титулы герцогов различных провинций. Титул носит чисто номинальный характер.
- Эрик, герцог Вестманландский (1889—1918)

## Культура
Железоделательный завод Энгельсберг входит в список объектов всемирного наследия ЮНЕСКО.
Здесь родилась и умерла Ю. Найберг (1784—1854), одна из самых известных поэтесс Швеции периода романтизма.

## Спорт
Västmanlands Fotbollförbund входит в Шведский футбольный союз.

## Районы провинции
Вестманланд исторически состоит из нескольких районов. На территории Бергслагена они называются «горными районами» (швед. bergslag), в остальной части — сотнями (швед. härad)
| Сотни         | Сотни         | - Феллингсбру - Норрбру - Сиенде - Сневринге - Торстуна - Тухундра | - Вагнсбру - Вола - Юттерчурбру - Окербру - Эверчурбру |
| Горные районы | Горные районы | - Grythytte och Hällefors - Lindes och Ramsbergs - Nya Kopparbergs | - Nora och Hjulsjö - Gamla Norbergs - Skinnskattebergs |